# Aux Houx
Aux Houx  est un hameau de la commune belge d'Engis située en Région wallonne dans la province de Liège.
Avant la fusion des communes de 1977, le hameau faisait partie de la commune de Clermont-sous-Huy

## Situation
Aux Houx est le plus élevé, le plus important et celui situé le plus au sud des trois hameaux voisins de la commune d'Engis implantés sur versant sud de la Meuse en région d'Ardenne condrusienne. Les deux autres hameaux sont Aux Fontaines et Aux Granges.  
De nombreuses constructions récentes de type pavillonnaire se sont ajoutées sur les routes menant au centre du hameau.

## Patrimoine
L'église Sainte Barbe a été bâtie en brique et moellons de grès. L'année de construction (1929) figure sous le fronton de l'imposant portail d'entrée en pierre de taille. Deux logettes reprennent les textes suivants : Cœur de Jésus, Sauvez-nous et Cœur de Marie, Priez pour nous. Le bâtiment de l'église est prolongé par l'ancien presbytère.
Le cimetière compte une chapelle avec armoiries surmontée d'une croix de pierre.
Non loin du hameau, se trouvent la ferme de la Converterie, le château de Magnery et le château-ferme d'Halledet.

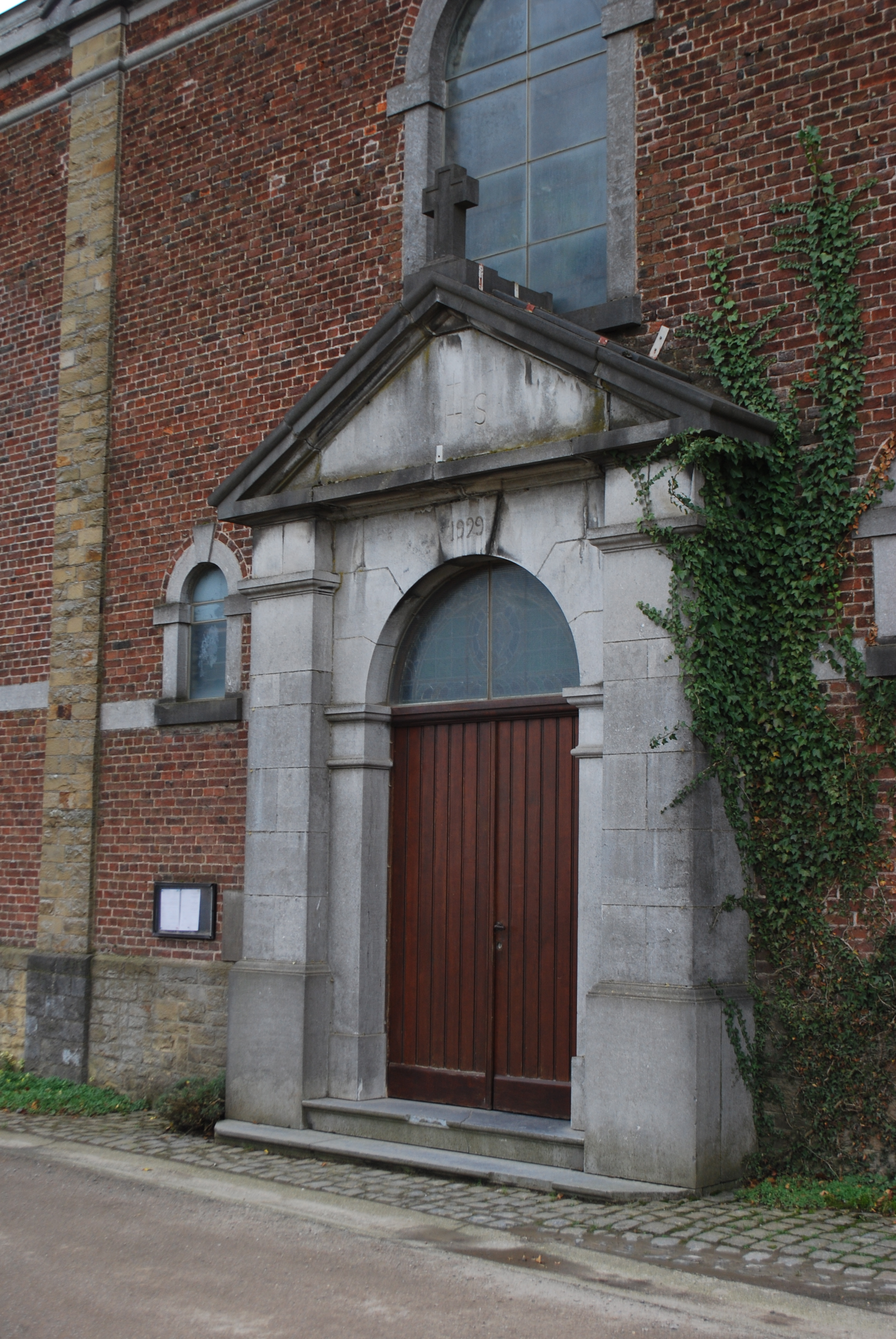
Portail de l'église Sainte Barbe
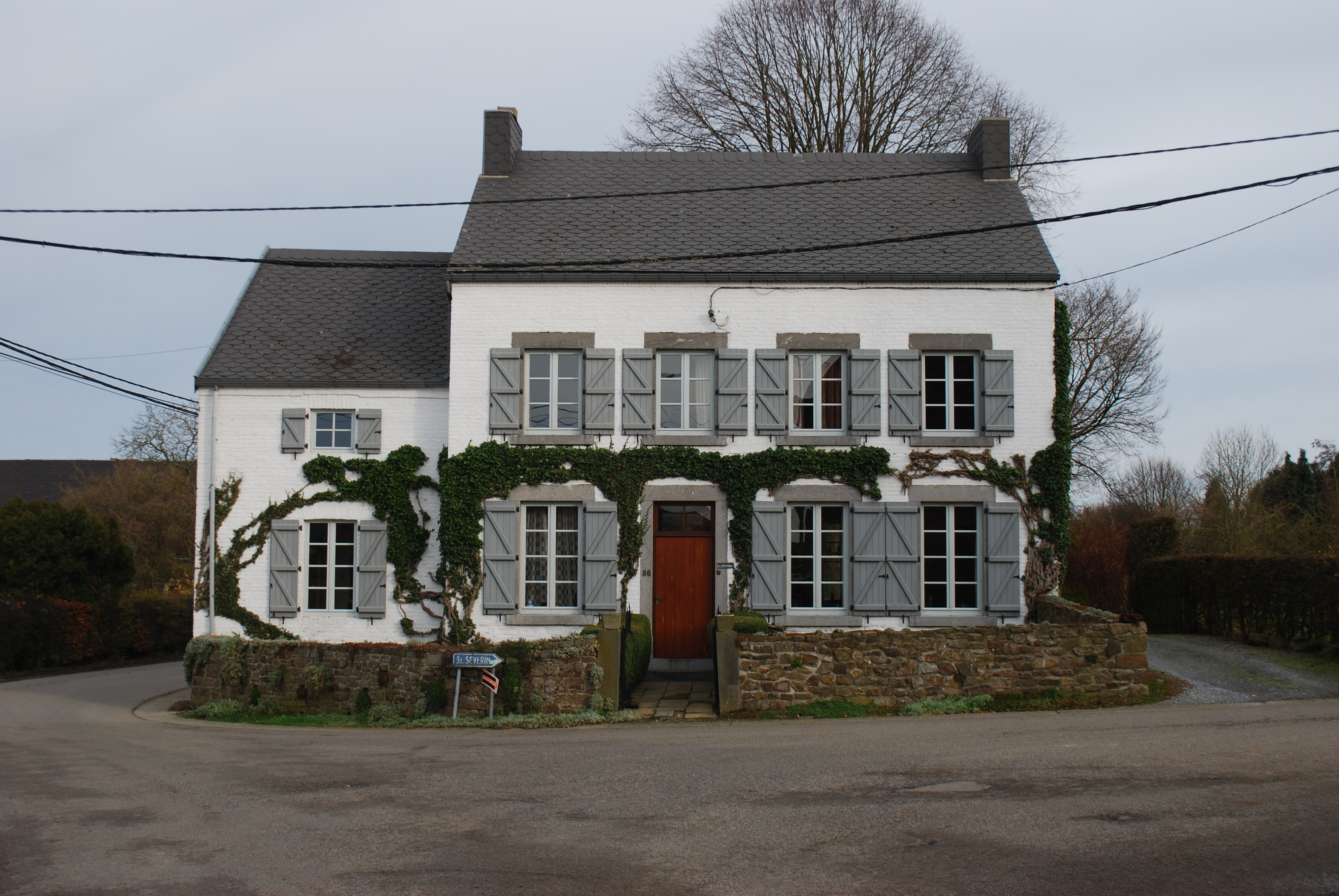
Aux Houx : maison
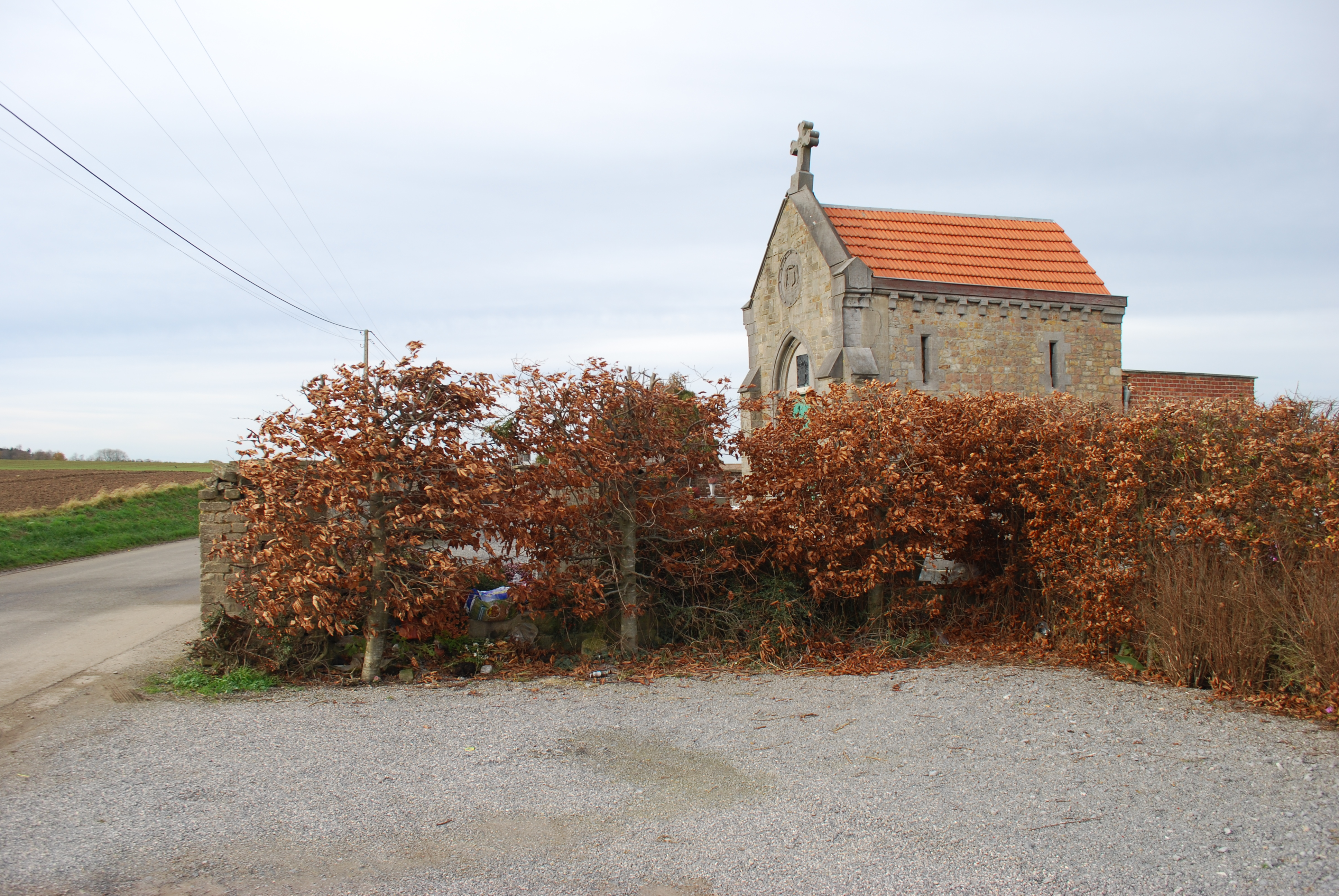
Chapelle du cimetière
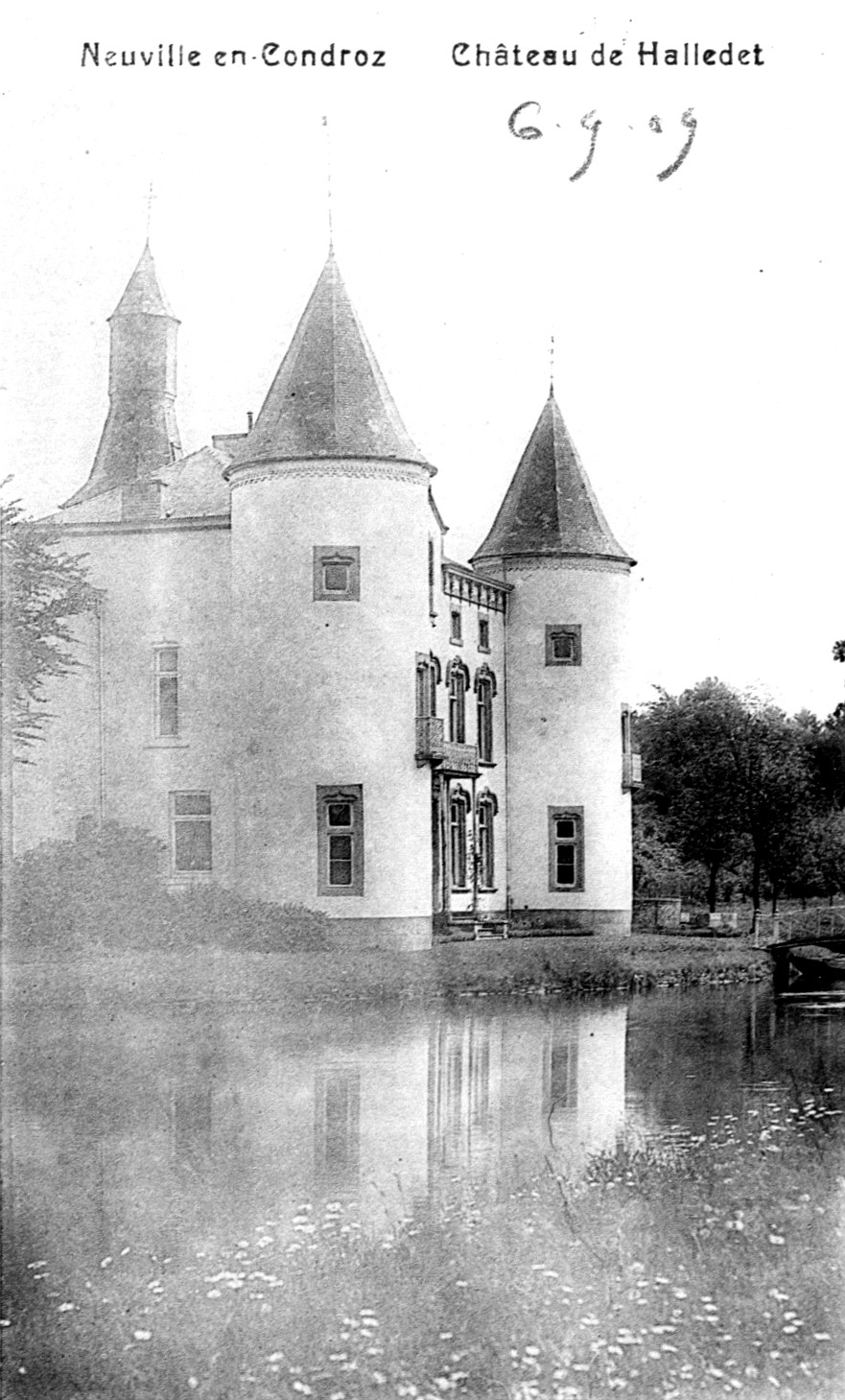
Château de Halledet

## Activités
Le hameau possède une école communale située à côté de l'église.